# 桑福德·華萊士
桑福德·華萊士（英語：Sanford Wallace，1968年—）是一名美國互聯網買賣家。
早於1991年，華萊士便想到垃圾傳真這門生意。1990年代後期，華萊士成立了一間名為Cyber Promotions的公司，專門在未經收件人同意的情況下發放垃圾郵件，其行徑惹起人們的反感。因此人們便給他「垃圾福」（Spamford）這個綽號，而華萊士也把Spamford註冊為域名。
他曾入侵Facebook網站大舉散發垃圾郵件，被Facebook告發，2009年加州法院裁定華萊士得賠償7.11億美元罰款；2008年他也曾被MySpace控告，被判賠償2.3億美元。